# كانديدا تومسون
كانديدا تومسون (بالإنجليزية: Candida Thompson)‏ هي ممثلة بريطانية، ولدت في 27 أكتوبر 1967 في غلاسكو في المملكة المتحدة.

## وصلات خارجية
- الموقع الرسمي
- كانديدا تومسون على موقع ميوزك برينز (الإنجليزية)
- كانديدا تومسون على موقع ديسكوغز (الإنجليزية)